# Batalla de Bayyana
La batalla de Bayyana fue el punto culminante de la expedición punitiva lanzada por las fuerzas navales del condado de Ampurias contra la República de Bayyana en 891.

## La batalla
En 891, las actividades corsarias que los sarracenos venían realizando desde la costa almeriense recibieron respuesta por parte del conde Suniario II de Ampurias, que preparó una operación de castigo administrada por una flota de quince naves enviada contra el principal foco del corso andalusí, la República de Bayyana. Allí hizo cautivos, pidió rescate por ellos y forzó una tregua que llegaría a las primeras décadas del siglo X.

## Consecuencias
Según las fuentes andalusíes, este ataque tan al sur de su frontera con los cristianos provocó la reacción del Emirato de Córdoba, extendiendo en 902 su dominio efectivo sobre las islas Baleares, hasta entonces en poder del Imperio bizantino, y llevando las incursiones corsarios hasta la Provenza.

### Citas
1. 1 2  Millàs i Vallicrosa, Josep Maria (1987). Textos dels historiadors àrabs referents a la Catalunya carolíngia (en catalán) (1.ª edición). Institut d'Estudis Catalans. ISBN 84-7283-117-5.